# Sedan (krater)
Sedan – krater powstały w wyniku podziemnej próbnej eksplozji nuklearnej o nazwie Sedan znajdujący się na poligonie atomowym w stanie Nevada. 
W wyniku wybuchu atomowego przemieszczono ponad 12 milionów ton ziemi. Miejsce odwiedzane jest przez około 10 tysięcy turystów rocznie.